# 張綺恩
張綺恩（Yaya Chang，1982年12月28日—），畢業於台灣藝術大學戲劇學系，現為專業編劇，曾兼任高雄師範大學國文系講師。

## 編劇作品
電視劇本：
- 2024 微電影 《遊戲開始》
- 2020 三立都會台 《跟鯊魚接吻》
- 2019 三立都會台 《月村歡迎你》
- 2018 民視《大時代》
- 2017 公共電視《城市情歌》
- 2016 中視《美好年代 (電視劇)》
- 2016 公共電視《今晚，你想點什麼？》
- 2015 東森綜合台《致，第三者》
- 2015 公視人生劇展《天使的收音機》
- 2014 三立電視《再說一次我願意》
- 2014 公視人生劇展《只想比你多活一天》
- 2014 華視《巷弄裡的那家書店》
- 2014 三立都會台《愛上兩個我》
- 2013 三立都會台《就是要你愛上我》
- 2013 大愛《打開心窗-廖妙圓師姐的故事》
- 2012 公視《愛情來了，請打卡》
- 2011 中視《戀夏38℃》
- 2011 客家電視台《阿戇妹》
- 2010 八大綜合台《愛似百匯》
- 2010 華視《帶子英雄》
- 2010 原民台《回家》
- 2010 公視 《搖滾保母》

## 獎項記錄

#### 電視金鐘獎
- 2024 第59屆金鐘獎 戲劇節目創新獎入圍 【遊戲開始】
- 2015 第50屆金鐘獎 最佳編劇入圍 【天使的收音機】
- 2014 第49屆金鐘獎 最佳編劇入圍 【只想比你多活一天】
- 2012 第47屆金鐘獎 最佳編劇入圍 【阿戇妹】
- 2010 第45屆金鐘獎 最佳編劇入圍 【搖滾保母】

## 教學
- 2020：台視影視文創講堂總導師
- 2019：台視影視文創講堂總導師
- 2016-2017：高雄師範大學國文系兼任講師